# Железнодорожная сигнализация в России
Железнодорожные сигналы в Российской Федерации — система, при помощи которой производится теми или иными сигналами разрешение и указание движению поездов, как и в других государствах и странах, служат для обеспечения безопасности движения и чёткой организации поездной и маневровой работы железнодорожного транспорта. 
По способу восприятия сигналы в железнодорожной сигнализации подразделяются на видимые и звуковые. Для подачи видимых сигналов используются светофоры, диски, щиты, фонари, флаги, сигнальные указатели, сигнальные знаки. Для подачи звуковых сигналов используются свистки локомотивов, ручные свистки, духовые рожки, сирены, гудки и петарды.

## История
С момента создания железнодорожного транспорта выяснилась необходимость передавать машинистам движущихся поездов сообщения и указания, для их эффективного использования и безопасной эксплуатации так и была придумана железнодорожная сигнализация с использованием специальных изделий и условных знаков сообщения и указания передаваемых при их помощи. Эта система, при помощи которой производится теми или иными сигналами разрешение и указание движению поездов получила название сигнализация. Так для русских железно дорог правила сигнализация были определены Министерством путей сообщений в положении о сигналах от 1873 года и в правилах охранения и содержания железных дорог от 1883 года. В соответствии с этими руководящими документами сигналы были слуховые (звуковые) — свистки, петарды, сигнальные рожки и колокола, и оптические — флаги (красный и зелёный), цветные стекла фонарей, семафоры (железнодорожная светофорная сигнализация) и сигнальные огни, которые массово в основном и употреблялись. Например разрешение на выход поезда со станции, прохода его мимо станции, входа его на станцию сигнализируется при помощи особого рода аппаратов — семафоров.

## Сигналы ограждения
- Диск жёлтого цвета — разрешается движение с уменьшением скорости и готовностью проследовать опасное место, ограждённое знаками «Начало опасного места» и «Конец опасного места», со скоростью, указанной в приказе начальника железной дороги.
- Диск зелёного цвета — поезд проследовал опасное место. Разрешается следовать с установленной скоростью.

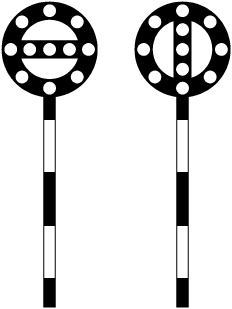
Сигнальные знаки «Начало опасного места» и «Конец опасного места»

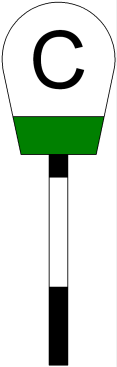
Сигнальный знак «С»

- Знаки «Начало опасного места» и «Конец опасного места» ограждают опасное место. Знак «Конец опасного места» размещается на обратной стороне знака «Начало опасного места».
- Знак «С» — подача звукового сигнала.
- Прямоугольный щит красного цвета, красный флаг на шесте днём; красный огонь фонаря на шесте ночью. Стой! Запрещается проезжать сигнал.
- Квадратный щит жёлтого цвета. На перегоне — разрешается движение с уменьшением скорости, впереди опасное место, требующее остановки или проследования с уменьшенной скоростью; на главном пути станции — разрешается движение с уменьшением скорости, впереди опасное место, требующее проследования с уменьшенной скоростью; на остальных станционных путях — разрешается проследование со скоростью, указанной в предупреждении, а при его отсутствии — со скоростью не более 25 км/ч.
- Квадратный щит зелёного цвета — разрешается повысить скорость до установленной после проследования опасного места всем составом. Располагается на обратной стороне щита жёлтого цвета.

Петарды. Взрыв петарды требует немедленной остановки.

## Ручные сигналы
- Красный развёрнутый флаг, Движение по кругу жёлтого флага, руки или какого-либо предмета днём; Красный огонь ручного фонаря, Движение по кругу фонаря с огнём любого цвета ночью. Стой! Движение запрещено.
- Жёлтый развёрнутый флаг днём; Жёлтый огонь ручного фонаря (только в пределах станций), Медленное движение вверх и вниз ручного фонаря с прозрачно-белым огнём — разрешается движение со скоростью, указанной в предупреждении или в приказе начальника дороги, а при отсутствии этих указаний — со скоростью не более 25 км/ч.
- Поднятая вертикально рука днём, Поднятый ручной фонарь с прозрачно-белым огнём ночью — требование машинисту произвести пробное торможение.
- Движение руки перед собой по горизонтальной линии днём, Движение ручного фонаря с прозрачно-белым огнём по горизонтальной линии ночью — требование машинисту отпустить тормоза.
- Дежурный по станции должен встречать и провожать поезда (где это вменено ему в обязанность) в головном уборе с верхом красного цвета.
  - Поднятый вертикально в вытянутой руке ручной диск, окрашенный в белый цвет с чёрным окаймлением, свёрнутый жёлтый флаг днём; поднятый фонарь с зелёным огнём ночью — поезд может отправиться со станции или двигаться безостановочно со скоростью, установленной для прохода по станции.
  - Ручной красный диск, развёрнутый красный флаг днём; красный огонь ручного фонаря ночью — остановка поезда, не имеющего её по расписанию.
  - Развёрнутый жёлтый флаг днём; желтый огонь ручного фонаря ночью, на станциях, где рабочее место дежурного по станции вынесено на стрелочный пост — приём поезда на боковой путь или с остановкой на станции.
- Сигналисты и дежурные стрелочных постов встречают поезда:
  - со свёрнутым жёлтым флагом днём; с прозрачно-белым огнём ручного фонаря ночью — в случае пропуска по главному пути без остановки;
  - с развёрнутым жёлтым флагом днём; с жёлтым огнём ручного фонаря ночью — в случае приёма поезда на боковой путь или с остановкой на станции.
- Сигналисты и дежурные стрелочных постов провожают поезда со свёрнутым жёлтым флагом днём; с прозрачно-белым огнём ручного фонаря ночью.
- При отправлении пассажирского поезда со станции проводники штабного и хвостового вагонов должны показывать в сторону пассажирской платформы свёрнутый жёлтый флаг днём; ручной фонарь с прозрачно белым огнём ночью при благополучном следовании поезда.
- Сигнал остановки с поезда, подаётся машинисту локомотива — развёрнутый красный флаг днём, красный огонь ручного фонаря ночью.
- На перегонах обходчики пути и искусственных сооружений и дежурные по переездам, при свободности пути, встречают поезда со свёрнутым жёлтым флагом днём; с прозрачно-белым огнём ручного фонаря ночью. В местах, ограждённых сигналами уменьшения скорости или остановки, они встречают поезда с сигналами, соответствующими установленным на пути.

## Сигнальные указатели
- Маршрутные указатели.
  - Световые указатели направления белого цвета (цифровые, буквенные или положения) указывают путь приёма или направление следования поезда или маневрового состава. Помещаются на мачтах светофоров или отдельной мачте.
  - Световые указатели зелёного цвета устанавливаются на групповых выходных и маршрутных светофорах и указывают номер пути, с которого разрешено движение поезду. Эти указатели могут разрешать движение маневрового состава при наличии на выходном или маршрутном светофоре лунно-белого огня.
- Стрелочные указатели.
  - Освещаемые стрелочные указатели показывают:
    - белый прямоугольник днём, молочно-белый огонь ночью — стрелка установлена по прямому пути;
    - широкая сторона указателя днём, жёлтый огонь ночью — стрелка установлена на боковой путь.

  - Неосвещаемые стрелочные указатели показывают:
    - стреловидный указатель направлен ребром вдоль пути — стрелка установлена по прямому пути;
    - стреловидный указатель направлен в сторону бокового пути — стрелка установлена на боковой путь.
- Указатели устройств сбрасывания и путевого заграждения показывают:
  - белый круг с горизонтальной чёрной полосой днём, молочно-белый огонь с горизонтальной чёрной полосой ночью — путь заграждён;
  - белый круг или прямоугольник с вертикальной чёрной полосой днём, молочно-белый огонь с вертикальной чёрной полосой ночью — путь свободен.
- Указатели гидравлических колонок.
  - Видна поворачивающаяся часть колонки окрашенная в красный цвет днём, красный огонь фонаря в обе стороны ночью — поворачивающаяся часть колонки установлена поперёк пути. Стой!
  - прозрачно-белый огонь ночью — поворачивающаяся часть колонки установлена вдоль пути.

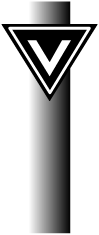
Световой указатель «Неисправные вагоны в составе поезда»

- Светящиеся полосы прозрачно-белого цвета на световом указателе наличия неисправных вагонов в поездах — сигнализируют о наличии неисправных вагонов в составе поезда. Могут также применяться речевые информаторы.
- Сигнальные знаки со светоотражателями и цифровыми литерными табличками показывают границу блок-участков на участках железных дорог с АЛСО.
- ТокоразделСветовой указатель «Опустить токоприёмник»

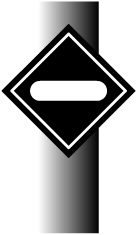
Световой указатель «Опустить токоприёмник»

  - Мигающая светящаяся полоса прозрачно-белого цвета на указателе «Опустить токоприёмник» — обязывает машиниста немедленно принять меры к проследованию ограждаемого воздушного промежутка с опущенными токоприёмниками.
  - Перед указателем «Опустить токоприёмник» устанавливается постоянный сигнальный знак с отражателями «Внимание! Токораздел».
  - За воздушным промежутком устанавливается постоянный сигнальный знак с отражателями «Поднять токоприёмник».
  - Опоры контактной сети, ограничивающие воздушные промежутки, имеют отличительный знак — чередующиеся четыре чёрные и три белые горизонтальные полосы. Первая по направлению движения поезда опора дополнительно обозначается вертикальной чёрной полосой.
- Предупредительные сигнальные знаки с отражателями, устанавливаемые на электрифицированных участках:

Сигнальный знак «Отключить ток»

- - «Отключить ток» — перед нейтральной вставкой;

Сигнальный знак «Включить ток»

- - «Включить ток на электровозе», «Включить ток на электропоезде» — за нейтральной вставкой;
  - «Конец контактного провода» — в местах, где кончается рабочая зона контактного провода.
- В местах, не допускающих проследования электроподвижного состава с поднятыми токоприёмниками (при неисправностях контактной сети, производстве ремонтных и строительных работ) устанавливают временные сигнальные знаки с отражателями «Подготовиться к опусканию токоприёмника», «Опустить токоприёмник», «Поднять токоприёмник». При обнаружении повреждения контактной сети работник дистанции электроснабжения подаёт сигнал «Опустить токоприёмник» днём — повторными движениями правой руки перед собой по горизонтальной линии при поднятой вертикально левой руке, ночью — повторными вертикальными и горизонтальными движениями фонаря с прозрачно-белым огнём.

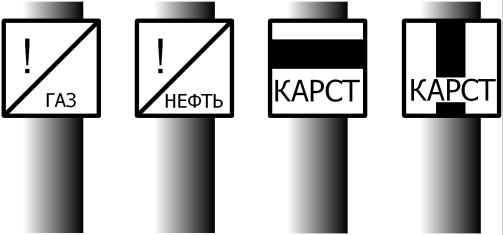
Сигнальные знаки «Газ», «Нефть», «Начало карстоопасного участка», «Конец карстоопасного участка»

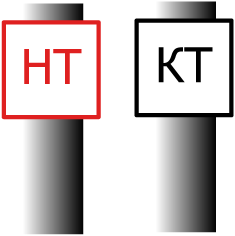
Сигнальные знаки «Начало торможения», «Конец торможения»

- Постоянные сигнальные знаки «Нефть» и «Газ» указывают на необходимость следования с повышенной бдительностью к месту пересечения железнодорожных путей с нефтегазопродуктопроводами.
- Постоянные сигнальные знаки «Начало карстоопасного участка» и «Конец карстоопасного участка» указывают на необходимость проследования ограждённого участка с повышенной бдительностью.

- Постоянные сигнальные знаки «Начало торможения» и «Конец торможения» указывают места проверки автотормозов в пути следования.
- Предельные столбики указывают место, далее которого нельзя устанавливать подвижной состав в направлении стрелочного перевода или глухого пересечения. Предельные столбики у главных и приёмо-отправочных путей имеют отличительную окраску.
- Знак «Граница станции» указывает границу станции на двухпутных и многопутных участках. Надпись на знаке делается с обеих сторон.

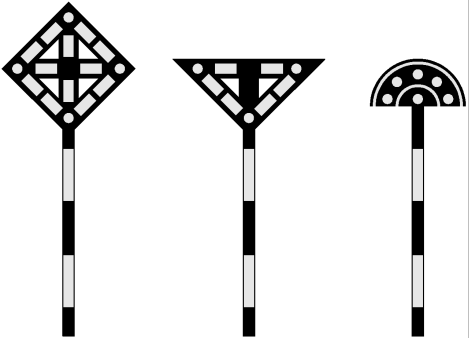
Сигнальные знаки «Поднять нож, закрыть крылья», «Опустить нож, открыть крылья», «Приготовиться к поднятию ножа и закрытию крыльев»

- На участках, где работают снегоочистители, устанавливаются знаки:
  - «Поднять нож, закрыть крылья» — перед препятствием;
  - «Опустить нож, открыть крылья» — после препятствия;
  - «Приготовиться к поднятию ножа и закрытию крыльев» — на участках, где работают скоростные снегоочистители перед знаком «Поднять нож, закрыть крылья».
  - При двух близко расположенных препятствиях, когда работа снегоочистителя между ними невозможна, помещают два знака «Поднять нож, закрыть крылья» один над другим.

## Сигналы, применяемые при маневровой работе
- Маневровыми светофорами подаются сигналы:
  - один лунно-белый огонь — разрешается производить манёвры;
  - один синий огонь — запрещается производить манёвры;
  - два лунно-белых огня — разрешается производить манёвры, путь, ограждаемый этим светофором, свободен.
- Горочными светофорами подаются сигналы:
  - один зелёный огонь — разрешается роспуск вагонов с установленной скоростью;
  - один жёлтый огонь — разрешается роспуск вагонов с уменьшенной скоростью;
  - один желтый и один зелёный огонь — разрешается роспуск вагонов со скоростью, промежуточной между установленной и уменьшенной;
  - один красный огонь — стой, роспуск запрещён;
  - Буква «Н» белого цвета на световом указателе, горящая одновременно с красным огнём — осадить вагоны с горки на пути парка приёма или вытяжной путь.
- Движение поднятой вверх руки с развёрнутым жёлтым флагом днём, движение поднятого вверх ручного фонаря с прозрачно-белым огнём ночью, один длинный звук — разрешается локомотиву следовать управлением вперёд.
- Движение опущенной вниз руки с развёрнутым жёлтым флагом днём, движение опущенного вниз ручного фонаря с прозрачно-белым огнём ночью, два длинных звука — разрешается локомотиву следовать управлением назад.
- Медленные движения вверх и вниз развёрнутого жёлтого флага днём, медленные движения вверх и вниз ручного фонаря с прозрачно-белым огнём ночью, два коротких звука — тише.
- Движение по кругу развёрнутого красного или жёлтого флага днём, движение по кругу ручного фонаря с любым огнём ночью, три коротких звука — стой!

## Сигналы, применяемые для обозначения поездов, локомотивов и других подвижных единиц
- Голова поезда при движении на однопутных и по правильному пути на двухпутных участках днём сигналами не обозначается, ночью обозначается двумя прозрачно-белыми огнями фонарей у буферного бруса.
- Голова поезда при движении по неправильному пути обозначается днём и ночью красным огнём фонаря с левой стороны, прозрачно-белым огнём фонаря с правой стороны.
- Локомотив, следующий в голове поезда или без вагонов, ночью дополнительно обозначается прозрачно-белым огнём прожектора. Голова моторвагонного поезда ночью может обозначаться одним прозрачно-белым огнём прожектора.
- Голова грузового поезда при движении вагонами вперёд на однопутных и по правильному пути на двухпутных участках днём сигналами не обозначается, ночью обозначается прозрачно-белым огнём фонаря у буферного бруса.
- Голова грузового поезда при движении вагонами вперёд по неправильному пути обозначается днём развёрнутым красным флагом, показываемым с левой стороны, ночью — прозрачно-белым огнём у буферного бруса и красным огнём ручного фонаря.
- Хвост поезда обозначается:
  - грузового и грузо-пассажирского — красным диском со светоотражателем у буферного бруса.
  - пассажирского и почтово-багажного — тремя красными огнями.
- Локомотив, находящийся в хвосте грузового поезда и локомотив, следующий без вагонов днём и ночью сзади обозначается красным огнём фонаря у буферного бруса с правой стороны.
- В случае разрыва на перегоне грузового поезда, хвост части поезда обозначается днём развёрнутым жёлтым флагом у буферного бруса с правой стороны, ночью — жёлтым огнём фонаря. Последняя убираемая часть поезда обозначается так же, как хвост грузового поезда.
- Снегоочистители обозначаются:
  - при движении на однопутных и по правильному пути на двухпутных участках — двумя жёлтыми флагами на боковых крюках днём, двумя жёлтыми огнями боковых фонарей ночью;
  - при движении по неправильному пути — двумя жёлтыми флагами и красным под жёлтым слева на боковых крюках днём, двумя жёлтыми и одним красным огнями боковых фонарей ночью.
- Локомотив при маневровых передвижениях обозначается одним прозрачно-белым огнём спереди и сзади со стороны основного пульта управления.

## Звуковые сигналы
| Сигнал                                            | Значение | Кто подаёт |
| ------------------------------------------------- | --- | --- |
| Три коротких ·                                    | Остановиться поезду | Локомотивная бригада, главный кондуктор, станционные и другие работники |
| Один длинный −                                    | Отправиться поезду | Дежурный по станции, дежурный по парку, сигналист, дежурный стрелочного поста, главный кондуктор. Отвечает машинист ведущего локомотива, повторяет машинист второго локомотива. При отправлении с пути, имеющего выходной светофор, сигнал подаёт машинист ведущего локомотива, повторяет машинист второго локомотива. |
| Три длинных и один короткий − ·                   | Прибытие на станцию не в полном составе                                                                                  | Машинист ведущего локомотива |
| Три длинных и два коротких − ·                    | Вызов к локомотиву помощника машиниста, главного кондуктора, начальника поезда, руководителя работ хозяйственного поезда | Машинист локомотива остановившегося на перегоне поезда |
| Три длинных −                                     | Тормозить | Машинист ведущего локомотива, повторяет машинист второго локомотива. |
| Два длинных −                                     | Отпустить тормоза | Машинист ведущего локомотива, повторяет машинист второго локомотива. |
| Один короткий ·                                   | Уменьшить тягу | Машинист ведущего локомотива, повторяет машинист второго локомотива. |
| Два коротких ·                                    | Увеличить тягу | Машинист ведущего локомотива, повторяет машинист второго локомотива. |
| Два длинных и два коротких − ·                    | Опустить токоприёмник | Машинист ведущего локомотива, повторяет машинист второго локомотива. |
| Два коротких ·                                    | Начать подталкивание | Машинист ведущего локомотива, повторяет машинист подталкивающего локомотива. |
| Один короткий, один длинный и один короткий · − · | Прекратить подталкивание, но не отставать от поезда                                                                      | Машинист ведущего локомотива, повторяет машинист подталкивающего локомотива. |
| Четыре длинных −                                  | Прекратить подталкивание и возвратиться обратно                                                                          | Машинист ведущего локомотива, повторяет машинист подталкивающего локомотива. |
| Один длинный −                                    | Оповестительный сигнал                                                                                                   | Машинист локомотива. |
| Один длинный, один короткий и один длинный − · −  | Оповестительный сигнал при следовании по неправильному пути                                                              | Машинист локомотива. |
| Один короткий и один длинный · −                  | Сигнал бдительности | Машинист локомотива. |
| Один длинный −                                    | Приближение нечётного поезда                                                                                             | Обходчик железнодорожных путей, дежурный по переезду, руководитель работ, сигналисты, дежурные входных стрелочных постов. |
| Два длинных −                                     | Приближение чётного поезда                                                                                               | Обходчик железнодорожных путей, дежурный по переезду, руководитель работ, сигналисты, дежурные входных стрелочных постов. |

## Сигналы тревоги
| Сигнал                                                  | Значение                                   |
| ------------------------------------------------------- | ------------------------------------------ |
| Группы из одного длинного и трёх коротких звуков − ·    | Общая тревога                              |
| Группы из одного длинного и двух коротких звуков − ·    | Пожарная тревога                           |
| Протяжное звучание сирен, ряд коротких звуков ·         | Воздушная тревога                          |
| Группы из одного длинного и одного короткого звуков − · | Радиационная опасность, химическая тревога |